# 미치시게 사유미
미치시게 사유미(道重 さゆみ, 1989년 7월 13일 ~ )는 일본의 여성 아이돌 그룹인 전 모닝구무스메의 8대 리더, 전 헬로! 프로젝트의 4대 리더이다. 애칭은 사유, 시게상, 사유밍, 사유(시게)핑크, 시게짱(나카자와 유코만 사용), 밋치(고토 마키만 사용)이다. 야마구치현 우베시 출신이다. 가족 관계로는 오빠와 언니가 있다. 2013년 10월 12일을 기점으로 모닝구무스메 역대 최장 재적 멤버였던 니이가키 리사(10년 9개월)를 제쳤다.

## 약력
- 2002년 12월 ~ 2003년 1월 19일의「LOVE 오디션 2002」에서 카메이 에리, 다나카 레이나와 함께 합격.
- 2003년 3월 · 5월, 6기 멤버 세 명이서 팬클럽 한정 악수회.
- 2003년 7월, 모닝구무스메。「シャボン玉」로 CD 데뷔.
- 2003년 9월, 모닝구무스메。오토메구미에 가입.
- 2004년 6월, 이시카와 리카와 에코모니。를 결성.
- 2005년 5월, 7기 멤버 쿠스미 코하루의 교육계를 담당.
- 2006년 1월, 헬로! 프로젝트의 킥 베이스 볼팀「메트로래비츠 H.P.」에 입단.
- 2006년 10월 5일, CBC 라디오에서「하이퍼 나이트 모닝구무스메。미치시게 사유미의 오늘밤도 ♥ 우사짱 피스」가 스타트.
- 2007년 6월 9일, MBS 라디오「MBS 영타운 토요일」에 레귤러 출연(후지모토 미키의 후임).
- 2010년 2월 9일, GREE에서 블로그 개설.
- 2010년 12월 15일, 블로그 개시부터 약 10개월에 1억 액세스를 돌파.
- 2012년 5월 18일, 일본 무도관에서 행해진「모닝구무스메。콘서트 투어 2012 봄 ~울트라 스마트~ 니이가키 리사 · 미츠이 아이카 졸업 스페셜」에서 모닝구무스메。8대 리더로 취임하는 것이 발표되었다.
- 2012년 5월 19일, 모닝구무스메。의 8대 리더로 취임.
- 2012년 10월 10일, Ameblo에서 블로그 개설.
- 2014년 4월 29일, 고향 야마구치 현의 슈난 시 문화 회관에서 열린 콘서트에서 9월부터 열리는 가을 투어의 최종일에 모닝구무스메。그리고 헬로! 프로젝트를 졸업하는 것을 발표[1].
- 2014년 11월 26일 -「모닝구무스메。'14 콘서트 투어 가을 GIVE ME MORE LOVE ~미치시게 사유미 졸업기념 스페셜~」을 마지막으로 모닝구무스메。와 헬로! 프로젝트를 졸업.
- 2016년 10월 2일, 1년 10개월만에 자신의 블로그를 갱신[2].
- 2016년 11월 26일, 블로그에서 내년 2017년 봄에 예능 활동의 "재생=재개"라고 발표[3].
- 2016년 12월 26일, M-line club의 가입이 발표되었다[4].
- 2017년 3월 19일,「SAYUMINGLANDOSS~재생~」공연을 도쿄 COTTON CLUB에서 개막을 했다.
- 2023년 12월 27일, 의사로부터 「강박성 장애」라는 진단을 받고 일부 활동을 제한하는 것으로 발표되었다[5].
- 2025년 1월 19일, 동년 여름에 개최 예정인 콘서트 투어로 연예 활동을 종료하는 것을 인스타그램을 통해서 발표를 했다.[6].
- 2025년 여름에 연예계를 은퇴한다.

## 작품

### 싱글
- YES！最幸でしょ♡ (2025년 7월 9일)

콜라보레이션
- 絶対彼女 feat. 道重さゆみ - 오오모리 세이코 (에이벡스 트랙스)

### 앨범
- SAYUMINGLANDOLL～メモリアル～ (2019년 7월 24일)
- SAYUMINGLANDOLL～SAYUTOPIA～ (2021년 9월 1일)
- SAYUMINGLANDOLL～サユミミライ～ (2023년 2월 15일)
- SAYUMINGLANDOLL～マインとパンゴー～ (2024년 4월 3일)

콜라보레이션
- Night Light feat. 道重さゆみ - Night Tempo (유니버설 뮤직)

### 사운드 트랙
- 「SAYUMINGLANDOLL～再生～」オリジナルサウンドトラック (2017년 7월 5일)
- SAYUMINGLANDOLL～宿命～ オリジナルサウンドトラック (2018년 4월 13일)
- SAYUMINGLANDOLL～東京～ オリジナルサウンドトラック (2018년 12월 5일)
- SAYUMINGLANDOLL～希望～ オリジナルサウンドトラック (2019년 11월 3일)
- SAYUMINGLANDOLL～希望～ オリジナルサウンドトラック2 (2020년 1월 11일)
- SAYUMINGLANDOLL～希望～ オリジナルサウンドトラック3 (2020년 4월 4일)

### 전달 한정
- Loneliness Tokyo (2018년 10월 8일)
- SAYUMINGLANDOLL～未来～ オリジナルサウンドトラック1 (2022년 5월 23일)

### DVD/Blu-ray
- 17 ~러브하로！미치시게 사유미 DVD~ (2007년 7월 18일)
- LOVE STORY (2008년 10월 1일)
- 20's time. (2009년 7월 22일)
- 사유(さゆ) (2010년 4월 28일)
- homey (2011년 3월 20일) - e-LineUP! 한정 판매
- "미치시게 사유미 사진집「美ルフィーユ」" 메이킹 DVD ~특별편집편~ (2013년 3월 22일) - e-LineUP! 한정 판매
- "미치시게 사유미 사진집「Blue Rose」" 메이킹 DVD ~특별편집편~ (2013년 12월 19일) - e-LineUP! 한정 판매
- SAYUMI+ (2014년 11월 19일)
- SAYUMINGLANDOLL～再生～ (2017년 12월 20일)
- SAYUMINGLANDOLL～宿命～ (2018년 11월 7일)
- SAYUMINGLANDOLL～東京～ (2019년 11월 20일)
- SAYUMINGLANDOLL～BIRTHDAY LIVE 2019～ (2019년 11월 20일)
- SAYUMINGLANDOLL～希望～ (2021년 12월 15일)
- SAYUMINGLANDOLL～BIRTHDAY LIVE 2022～ (2023년 2월 15일)
- SAYUMINGLANDOLL～未来～ (2023년 12월 13일)

## 출연

### 텔레비전 방송
- 하로! 모닝구。(2003년 6월 1일 ~ 2007년 4월 1일, 테레비도쿄)
- 나가라! 고록키즈 (2003년 9월 29일 ~ 12월 26일, 테레비도쿄)
- M의 묵시록 (2003년 10월 7일 ~ 2004년 9월 28일, 테레비아사히)
- 후타리고토 (2004년 6월 16일 ~ 25일 · 7월 14일 ~ 22일, 테레비도쿄)
- 마녀。리카짱의 매지컬 비유덴 (2004년 10월 21일 ~ 12월 15일, 테레비도쿄)
- 무스메。다큐먼트 2005 (2005년 1월 5일 ~ 4월 1일, 테레비도쿄)
- 무스메DOKYU! (2005년 4월 5일 ~ 6월 16일 · 2005년 7월 4일 ~ 2006년 9월 29일, 테레비도쿄)
- 풋스마 (2008년 7월 8일, 테레비아사히)
- 하로모니@ (2007년 4월 8일 ~ 2008년 9월 28일, 테레비도쿄)
- 요로센! (2008년 10월 6일 ~ 2009년 3월 27일, 테레비도쿄)
- 미녀방담 (2009년 11월 12일 · 19일, 테레비도쿄)
- 아이마이나! (2010년 4월 9일 ~ 2011년 4월 15일, 도쿄 방송)
- 미녀학 (2010년 5월 13일 ~ 2011년 4월 14일, 테레비도쿄)
- 하로프로! TIME (2011년 4월 21일 ~ 2012년 5월 31일, 테레비도쿄)
- 자키신! ~자키야마상과 유쾌한 동료들~ (2011년 4월 22일 ~ 9월 30일, 도쿄 방송)
- 치하라 예능사 (2012년 1월 12일 ~ , 칸사이테레비)
- 하로! SATOYAMA 라이프 (2012년 6월 7일 ~ 2013년 12월 26일, 테레비도쿄)
- AI・DOL 프로젝트 (2019년 4월 1일 ~ , 테레비도쿄) - 나레이션

### 라디오 방송
레귤러
- 하이퍼 나이트 모닝구무스메。미치시게 사유미의 오늘밤도 ♥ 우사짱 피스 (2006년 10월 5일 ~ 2014년 11월 24일, CBC 라디오)
- MBS 영타운 토요일 (2007년 6월 9일 ~ 2014년 11월 22일 · 2017년 3월 18일, MBS 라디오) - 다카하시 아이와 이이쿠보 하루나와 함께 진행

단발
- FUN 필드 모렛츠 모대쉬 (2005년 5월 2일 ~ 13일 · 5월 30일 ~ 6월 10일 · 7월 25일 ~ 8월 5일, 2007년 1월 22일 ~ 2월 2일, TBC라디오)
- 하로프로야넨! (2004년 2월 27일 · 3월 5일 · 2005년 6월 10일 ~ 24일 · 12월 16일 · 2006년 11월 3일 · 10일 · 12월 15일, ABC 라디오)
- 아침까지 하로프로야넨!2 (2005년 12월 18일, ABC 라디오)
- 아침까지 하로프로야넨!4 (2006년 12월 17일, ABC 라디오)

라디오 드라마
- 라디오 드라마 드라마의 바람「걸☆드라이버」 (2005년 12월 4일, MBS 라디오) - 아이 역 (주연)

### 라이브 · 콘서트

#### SAYUMINGLANDOLL
- SAYUMINGLANDOLL ~재생~ (2017년 3월 19일 ~ 7월 4일, 총 51회 공연)
  - 도쿄 공연 (3월 19일 ~ 4월 16일, 코튼 클럽, 34회 공연 중 레이트쇼 9회 공연)
  - 오사카 공연 (5월 17일 ~ 21일, STUDIO PARTITA, 8회 공연 중 레이트쇼 1회 공연)
  - 7월 추가 공연 (도쿄) (7월 4일 ~ 8일, 코튼 클럽, 9회 공연 중 레이트쇼 3회 공연)
- SAYUMINGLANDOLL ~숙명~ (2018년 3월 20일 ~ 7월 8일, 총 37회 공연)
  - 3월 공연 (도쿄) (3월 20일 ~ 25일, 코튼 클럽, 11회 공연 중 레이트쇼 3회 공연)
  - 4월 공연 (도쿄) (4월 13일 ~ 22일, 코튼 클럽, 16회 공연 중 레이트쇼 4회 공연)
  - 7월 공연 (오사카) (7월 3일 ~ 8일, STUDIO PARTITA, 10회 공연 중 레이트쇼 2회 공연)
- SAYUMINGLANDOLL ~도쿄~ (2018년 10월 16일 ~ 2019년 3월 22일, 전 46회 공연)
  - 10월 공연 (도쿄) (10월 16일 ~ 21일, 코튼 클럽, 10회 공연 중 레이트쇼 3회 공연)
  - 오사카 공연 (11월 13일 ~ 18일, STUDIO PARTITA, 8회 공연)
  - 1월 추가 공연 (도쿄) (1월 11일 ~ 20일, 코튼 클럽, 17회 공연 중 레이트쇼 4회 공연)
  - 3월 재추가 공연 (도쿄) (3월 17일 ~ 22일, 코튼 클럽, 11회 공연 중 레이트쇼 2회 공연)
- SAYUMINGLANDOLL ~희망~ (2019년 11월 3일 ~ 2021년 7월 30일, 전 63회 공연)
  - 11월 공연 (2019년 11월 3일 ~ 9일, 코튼 클럽, 12회 공연 중 레이트쇼 3회 공연)
  - 1월 공연 (2020년 1월 11일 ~ 19일, 코튼 클럽, 15회 공연 중 레이트쇼 4회 공연)
  - 4월 공연 (2020년 4월 4일~ 12일, 코튼 클럽, 15회 공연 중 레이트쇼 5회 공연)
  - 7월 공연 (2021년 7월 16일 ~ 30일, 코튼 클럽, 11회 공연 중 10회 공연)
- SAYUMINGLANDOLL ~미래~ (2022년 5월 24일 ~ 2023년 1월 31일, 전 55회 공연)
  - 5월 공연 (2022년 5월 24일 ~ 6월 1일, 코튼 클럽, 14회 공연)[7]
  - 8월 공연 (2022년 8월 16일 ~ 23일, 코튼 클럽, 13회 공연)
  - 10월 공연 (2022년 10월 4일 ~ 13일, 코튼 클럽, 15회 공연)
  - 1월 공연 (2023년 1월 24일 ~ 31일, 코튼 클럽, 13회 공연)
- SAYUMINGLANDOLL ~20th Anniversary Live Tour 2023~ (2023년 7월 22일 ~ 8월 26일, 3개 도시 5회 공연)
  - 7월 공연 (도쿄) (2023년 7월 22일, Zepp Shinjuku, 2회 공연)
  - 8월 공연 (오사카) (2023년 8월 25일, umeda TRAD, 1회 공연)
  - 8월 공연 (야마구치) (2023년 8월 26일, 슈난 RISING HALL, 2회 공연)
- SAYUMINGLANDOLL ~대공~ (2023년 11월 14일 ~ 2024년 3월 17일, 2개 도시 27회 공연)
  - 11월 공연 (도쿄) (2023년 11월 14일 ~ 20일, DDD AOYAMA CROSS THEATER, 11회 공연)
  - 1월 공연 (2024년 1월 19일 ~ 21일, 코튼 클럽, 6회 공연)
  - 3월 공연 (도쿄) (2024년 3월 12일 ~ 17일, DDD AOYAMA CROSS THEATER, 10회 공연)
- SAYUMINGLANDOLL ~사유와 너와 여름~ (2024년 7월 13일 ~ 8월 25일, 6개 도시 12회 공연)
  - 7월 공연 (도쿄) (2024년 7월 13일, 뷰링크홀 도쿄, 2회 공연)
  - 7월 공연 (미야기) (2024년 7월 28일, 센다이 darwin, 2회 공연)
  - 8월 공연 (야마구치) (2024년 8월 11일, 슈난 RISING HALL, 2회 공연)
  - 8월 공연 (후쿠오카) (2024년 8월 12일, 후쿠오카 DRUM LOGOS, 2회 공연)
  - 8월 공연 (오사카) (2024년 8월 24일, Yogibo META VALLEY, 2회 공연)
  - 8월 공연 (아이치) (2024년 8월 25일, NAGOYA JAMMIN', 2회 공연)
- SAYUMINGLANDOLL ~GIVE ME MORE SAYU~ (2024년 11월 25일 · 26일, 요코하마 Bay Hall, 2회 공연)
- SAYUMINGLANDOLL ~좋아! 말하고, 노래하고, 스티커 붙일거야♡~ (2025년 5월 23일 ~ 25일, 코튼 클럽, 6회 공연)
- 미치시게 사유미 LIVE TOUR 2025『SAYUMINGLANDOLL ~SAMSALA~』(2025년 7월 13일 ~ 8월 14일, 6개 도시 10회 공연)

#### 합동
- M-line Special 2021 ~Make a Wish!~ (2021년 2월 6일, 난바 Hatch, 2회 공연 · 13일 · 14일 · 5월 4일 · 6월 20일(정기), 나카노 선플라자, 5회 공연 · 16일, 메구로 퍼시몬 홀, 2회 공연 · 22일, 홋카이도 신홀, 2회 공연 · 6월 5일, 나고야 시민회관, 2회 공연 · 12일 · 8월 15일(정기), NHK 오사카 홀, 2회 공연 · 11월 28일, 야마구치 KDD 이신 홀, 2회 공연 · 12월 25일, 일본 특수도업 시민회관 빌리지홀, 2회 공연)

### 인터넷
- 제10회 하로프로 비디오 채팅 (2005년 5월 20일, 헬로! 프로젝트 on 프렛츠)
- 하로프로아워#5 (2006년 4월 28일, GyaO) MC 담당
- 하로프로아워#6 (2006년 5월 12일, GyaO) MC 담당
- 푸른 하늘 샤워 (2006년 6월 21일, 헬로! 프로젝트 on 프렛츠)
- 하로프로아워#15 (2006년 9월 15일, GyaO) MC 담당
- 하로프로아워#19 (2006년 11월 10일, GyaO)
- 오리지널 숏 드라마「인사 30도」(2006년 12월, Dohhh UP!) 치이 루루카 역할
- 미치시게 사유미의「모베키마스는 뭐야??」(ustream 보관됨 2011-11-20 - 웨이백 머신)
- 그는 여동생의 연인 (2011년 12월 25일 ~ , Bee TV)

### 영화
- 별과 모래의 섬, 나의 섬 ~ISLAND DREAMIN'~
- 극장판 톳토코 하무타로 하무하무 파라다이츄! 하무타로와 신비한 도깨비의 그림책탑 (2004년, 토호) - 성우

## 서적

### 단행본
- 미치시게 사유미 퍼스널북「Sayu」(2014년 7월 13일, 와니북스) ISBN 978-4-8470-4665-0

### 사진집
- 하로하로! 모닝구무스메。6기 멤버 사진집 미치시게 사유미 · 카메이 에리 · 다나카 레이나 (2003년 7월 15일, 카도카와쇼텐) ISBN 978-4-04-894251-5
- 미치시게 사유미 1st 사진집「道重さゆみ」(2004년 10월 30일, 와니북스) ISBN 978-4-8470-2833-5
- 이시카와 리카 · 미치시게 사유미 사진집「エンジェルス」(2005년 11월 16일, 와니북스) ISBN 978-4-8470-2895-3
- 미치시게 사유미 2nd 사진집「憧憬」(2007년 1월 15일, 와니북스) ISBN 978-4-8470-2987-5
- 미치시게 사유미 3rd 사진집「17 ~ラブハロ!道重さゆみ写真集~」(2007년 6월 29일, 카도카와그룹퍼블리싱) ISBN 978-4-04-894495-3
- 미치시게 사유미 4th 사진집「蒼蒼 ~そうそう~」(2007년 12월 15일, 와니북스) ISBN 978-4-8470-4055-9
- 미치시게 사유미 5th 사진집「LOVE LETTER」(2008년 9월 26일, 와니북스) ISBN 978-4-8470-4121-1
- 미치시게 사유미 6th 사진집「20歳7月13日」(2009년 7월 11일, 와니북스) ISBN 978-4-8470-4183-9
- 미치시게 사유미 7th 사진집「La」(2010년 4월 26일, 와니북스) ISBN 978-4-8470-4269-0
- 하로하로! ~Memories~ 모닝구무스메。미치시게 사유미 · 카메이 에리 · 다나카 레이나 사진집 (2010년 11월 12일, 카도카와쇼텐) ISBN 978-4-0489-5416-7
- 미치시게 사유미 8th 사진집「Sayuminglandoll」(2011년 10월 27일, 와니북스) ISBN 978-4-8470-4398-7
- 미치시게 사유미 9th 사진집「美ルフィーユ」(2013년 1월 25일, 와니북스) ISBN 978-4-8470-4525-7
- 미치시게 사유미 10th 사진집「Blue Rose」(2013년 10월 27일, 와니북스) ISBN 978-4-8470-4590-5
- 미치시게 사유미 모닝구무스메。'14 라스트 사진집「YOUR LOVE」(2014년 10월 26일, 와니북스) ISBN 978-4-8470-4689-6
- 미치시게 사유미 11th 사진집「DREAM」(2018년 7월 13일, 와니북스) ISBN 978-4-8470-8134-7